# Wincenty Dobiecki
Wincenty Dobiecki (ur. 27 lipca 1788 we wsi Chełmo, zm. 30 maja 1872 w Miechowicach) – generał brygady, uczestnik wojen napoleońskich i powstania listopadowego, generalny inspektor poczt.

## Życiorys
Urodził się 27 lipca 1788 roku we wsi Chełmo, a jego chrzest miał miejsce 23 kwietnia 1789 roku w parafii rzymskokatolickiej z siedzibą we wsi Chełmo. Pochodził z rodziny szlacheckiej herbu Ossoria. Jego bratem był gen. Wojciech Dobiecki. Służbę wojskową rozpoczął w 1807 w pułku szwoleżerów gwardii. Szybko awansując na stopnie podoficerskie już 4 października 1808 został porucznikiem.
Do 1812, z przerwą na kampanię austriacką 1809 w Polsce, walczył w Hiszpanii w ramach interwencji francuskiej. W 1812 roku uczestniczył w wyprawie na Moskwę.
W listopadzie 1813 wyróżniony krzyżem oficerskim Orderu Legii Honorowej za odwagę i zręczność w bitwie pod Hanau (w maju otrzymał krzyż kawalerski); w tym samym roku awansował na kapitana. Odznaczył się pod Montmirail, gdzie wziął ze swoim oddziałem do niewoli cały batalion wroga liczący przeszło 400 Niemców, tracąc przy tym jednego własnego żołnierza. Za ten wyczyn mianowany został przez Napoleona szefem szwadronu.
Po powrocie do kraju w 1815 wszedł do Armii Królestwa Polskiego jako major. W tymże roku wziął dymisje i osiadł na roli.
Po wybuchu powstania listopadowego powrócił do służby. W stopniu pułkownika początkowo dowódca gwardii ruchomej woj. mazowieckiego, wkrótce dowódca pułku Mazurów. Odznaczył się w bitwie pod Ostrołęką. Ciężko ranny w bitwie musiał wycofać się ze służby. Po wyleczeniu ran został dyrektorem poczty.
W powstaniu został odznaczony krzyżem złotym Orderu Virtuti Militari w marcu 1831 i awansowany do stopnia generała brygady w sierpniu 1831, a po jego upadku emigrował. Później powrócił do kraju. Pozostawił wspomnienia wojenne. Zmarł 30 maja 1872 roku w Miechowicach. Pochowany na cmentarzu parafialnym w Mogielnicy.

## Ordery i odznaczenia
- Krzyż Oficerski Orderu Legii Honorowej (1813)
- Krzyż Kawalerski Orderu Legii Honorowej (1813)
- Krzyż Złoty Orderu Virtuti Militari (1831)